# Čedomilj Mijatović
Čedomilj Mijatović (17 octobre 1842 - 14 mai 1932) est un homme politique et intellectuel serbe de la deuxième moitié du XIXe siècle. Il participe à plusieurs gouvernements de la principauté de Serbie, alors que celle-ci s'émancipe de l'Empire ottoman, servant plusieurs fois comme ministre des finances et ministre des affaires étrangères entre 1873 et 1889. Il fait partie des dirigeants du parti progressiste serbe, fondé en 1881 et agit comme ambassadeur auprès du Royaume-Uni (1884–1885; 1895–1900 et 1902/1903), de la Roumanie (1894) et de l'Empire ottoman (1900). Erudit, il s'intéresse et écrit sur plusieurs sujets, en particulier l'économie et l'histoire, tant en serbe qu'en anglais. Il livre notamment la première biographie moderne sur Constantin XI Paléologue (Constantine, the Last Emperor of the Greeks or the Conquest of Constantinople by the Turks (A.D. 1453)), une brève histoire de la Russie et des Etats balkaniques (A Short History of Russia and the Balkan States), ainsi qu'une contribution à l’Encyclopædia Britannica sur les Serbes et la Serbie. Très impliqué dans la reconnaissance de la culture serbe dans le monde anglo-saxon, il meurt d'ailleurs à Londres en 1932. Il y est resté après l'assassinat d'Alexandre Ier et de sa femme, Draga Mašin, en 1903. Cet événement entraîne la fin de la carrière politique de Čedomilj Mijatović, partisan de la famille Obrenović qui est alors remplacée par les Karađorđević.

## Sources
- (en) Slobodan Markovic, « Čedomilj Mijatović, a leading Serbian Anglophile », Balcanica, vol. 38,‎ 2007 (lire en ligne)